# Skihop under vinter-OL 2022
Skihop ved vinter-OL 2022 bliver afholdt fra 5. og 14. februar 2022 i Snow Ruyi National Ski Jumping Centre i Zhangjiakou, Kina. Der bliver afholdt i alt fem skihopbegivenheder.
I juli 2018 tilføjede Den Internationale Olympiske Komité (IOC) officielt en femte begivenhed i skihop-disciplinen for blandede hold.
Højest 105 atleter (65 mænd og 40 kvinder) fik lov til at kvalificere sig til skihopbegivenhederne.

## Medaljeoversigt

### Medaljetabel
| Rank              | Nation                    | Guld | Sølv | Bronze | Total |
| ----------------- | ------------------------- | ---- | ---- | ------ | ----- |
| 1                 | Slovenien                 | 2    | 1    | 1      | 4     |
| 2                 | Østrig                    | 1    | 1    | 0      | 2     |
| 2                 | Japan                     | 1    | 1    | 0      | 2     |
| 4                 | Norge                     | 1    | 0    | 0      | 1     |
| 5                 | Tyskland                  | 0    | 1    | 2      | 3     |
| 6                 | Ruslands Olympiske Komité | 0    | 1    | 0      | 1     |
| 7                 | Canada                    | 0    | 0    | 1      | 1     |
| 7                 | Polen                     | 0    | 0    | 1      | 1     |
| Total (8 nations) | Total (8 nations)         | 5    | 5    | 5      | 15    |

### Medaljevindere
| Event                      | Guld                                                              | Guld   | Sølv                                                                                          | Sølv  | Bronze                                                                                | Bronze |
| -------------------------- | ----------------------------------------------------------------- | ------ | --------------------------------------------------------------------------------------------- | ----- | ------------------------------------------------------------------------------------- | ------ |
| Individuelt (Normal bakke) | Ryōyū Kobayashi · Japan                                           | 275.0  | Manuel Fettner · Østrig                                                                       | 270.8 | Dawid Kubacki · Polen                                                                 | 265.9  |
| Individuelt (Stor bakke)   | Marius Lindvik · Norge                                            | 296.1  | Ryōyū Kobayashi · Japan                                                                       | 292.8 | Karl Geiger · Tyskland                                                                | 281.3  |
| Hold (Stor bakke)          | Østrig · Stefan Kraft · Daniel Huber · Jan Hörl · Manuel Fettner  | 942.7  | Slovenien · Lovro Kos · Cene Prevc · Timi Zajc · Peter Prevc                                  | 934.4 | Tyskland · Constantin Schmid · Stephan Leyhe · Markus Eisenbichler · Karl Geiger      | 922.9  |
|                            |                                                                   |        |                                                                                               |       |                                                                                       |        |
| Individuelt (Normal bakke) | Urša Bogataj · Slovenien                                          | 239.0  | Katharina Althaus · Tyskland                                                                  | 236.8 | Nika Križnar · Slovenien                                                              | 232.0  |
|                            |                                                                   |        |                                                                                               |       |                                                                                       |        |
| Mixed hold (Normal bakke)  | Slovenien · Nika Križnar · Timi Zajc · Urša Bogataj · Peter Prevc | 1001.5 | Ruslands Olympiske Komité · Irma Makhinia · Danil Sadreev · Irina Avvakumova · Evgenii Klimov | 890.3 | Canada · Alexandria Loutitt · Matthew Soukup · Abigail Strate · Mackenzie Boyd-Clowes | 844.6  |